# 唐娜·麦克法兰
唐娜·麦克法兰（英語：Donna MacFarlane，1977年6月18日—），澳大利亚女子田径运动员。她曾代表澳大利亚参加2006年英联邦运动会田径比赛，获得女子3000米障碍赛铜牌。她也曾参加2008年夏季奥林匹克运动会。